# Daniel Carasso
Daniel Carasso (Thessaloniki, 16 december 1905 - Parijs, 17 mei 2009) was een Spaans zakenman. Hij behoorde tot de prominente sefardisch joodse Carasso-familie en was zoon van Isaac Carasso. Hij richtte onder meer het Amerikaanse bedrijf Dannon Milk Products op en bouwde de Groupe Danone uit tot een multinational.
Isaac Carasso had in 1919 in Barcelona een yoghurt-fabriek opgericht onder de naam "Danone" (Catalaans koosnaampje voor zijn zoon Daniel). Reeds in 1929 bracht zijn zoon Daniel het merk naar Frankrijk en begon de internationale ontwikkeling van Danone. Later nam hij de leiding van het familiebedrijf over.
Tijdens de Tweede Wereldoorlog vluchtte hij naar de Verenigde Staten. In 1942 richtte hij aldaar het eerste Amerikaanse yoghurtbedrijf op en wel in de Bronx, New York. Het bedrijf werkte daar onder de veramerikaniseerde naam "Dannon Milk Products, Inc". In 1951 keerde hij naar Frankrijk terug.